# Phryno fertoria
Phryno fertoria là một loài ruồi trong họ Tachinidae.